# Joachim Peter
Joachim Peter (28 novembre 1942) è un ex schermidore tedesco, vincitore di una medaglia d'oro ed una d'argento ai campionati mondiali di scherma.